# Xã Union, Quận Warren, Ohio
Xã Union (tiếng Anh: Union Township) là một xã thuộc quận Warren, tiểu bang Ohio, Hoa Kỳ. Năm 2010, dân số của xã này là 4.696 người.